# Inwestycje rodzicielskie
Inwestycje rodzicielskie (zaangażowanie rodzicielskie) – ogół zachowań osobników, których efektem jest zwiększenie szans przetrwania ich potomstwa. Wzrost inwestycji rodzicielskich zależy proporcjonalnie od liczby potomstwa wydanego w jednym cyklu reprodukcyjnym. Podstawy teoretyczne stojące za mechanizmem inwestycji rodzicielskich wyłożył w 1972 Robert Trivers.
Przedstawiciele płci osobnika danego gatunku mniej angażujący się w opiekę nad potomstwem w większym stopniu podlegają doborowi płciowemu. Najczęściej samice opiekują się potomstwem, a samce rywalizują o dostęp do samic. Jeżeli jednak samce ponoszą większe koszty podczas rozrodu, wtedy samice konkurują o samców. Jeżeli samica może mieć zyski z porzucenia opieki nad potomstwem (np. w przypadku gatunków, u których występuje zapłodnienie zewnętrzne), wtedy może nastąpić "odwrócenie ról". Brak zaangażowania występuje w sytuacji, gdy partner jest zdolny do samodzielnej opieki.

## Inwestycje rodzicielskie u ludzi
W ujęciu ewolucyjnym kobiety ponosząc większe koszty w procesie reprodukcyjnym, w większym stopniu niż mężczyźni przywiązują wagę do wyboru partnera, mającego być ojcem ich dziecka. Konsekwencją tego jest większa skłonność do przelotnych kontaktów seksualnych u mężczyzn. Poza tym, ze względu na niepewność ojcostwa, mężczyźni w mniejszym stopniu inwestują w wychowywane dzieci. Jeżeli jednak są postrzegani jako skłonni do opieki nad dzieckiem, to stają się bardziej atrakcyjni jako kandydaci na małżonków. 
Gdy wychowywane dziecko nie jest biologicznym potomkiem, także inwestycje finansowe ze strony mężczyzn są mniejsze, a w przypadku rodzin, w których jeden z rodziców jest przybrany, występuje częściej zjawisko maltretowania lub dzieciobójstwa. W przypadku, gdy dziecko wychowuje para biologicznych rodziców, zagrożenie dzieciobójstwem spada wraz z wiekiem, w dużym stopniu gdy ukończy ono pierwszy rok  życia. Jeśli jeden z wychowujących nie jest rodzicem biologicznym, zagrożenie dzieciobójstwem z jego strony wzrasta, gdy dziecko osiąga wiek rozrodczy.